# Saxifrage tronquée
Saxifraga retusa
Espèce
Le Saxifrage tronquée, ayant pour nom scientifique Saxifraga retusa, est une espèce de plantes du genre Saxifraga et de la famille des Saxifragaceae.
La sous-espèce angustana  (Vacc.) P. Fourn. est endémique du Sud-ouest des Alpes.

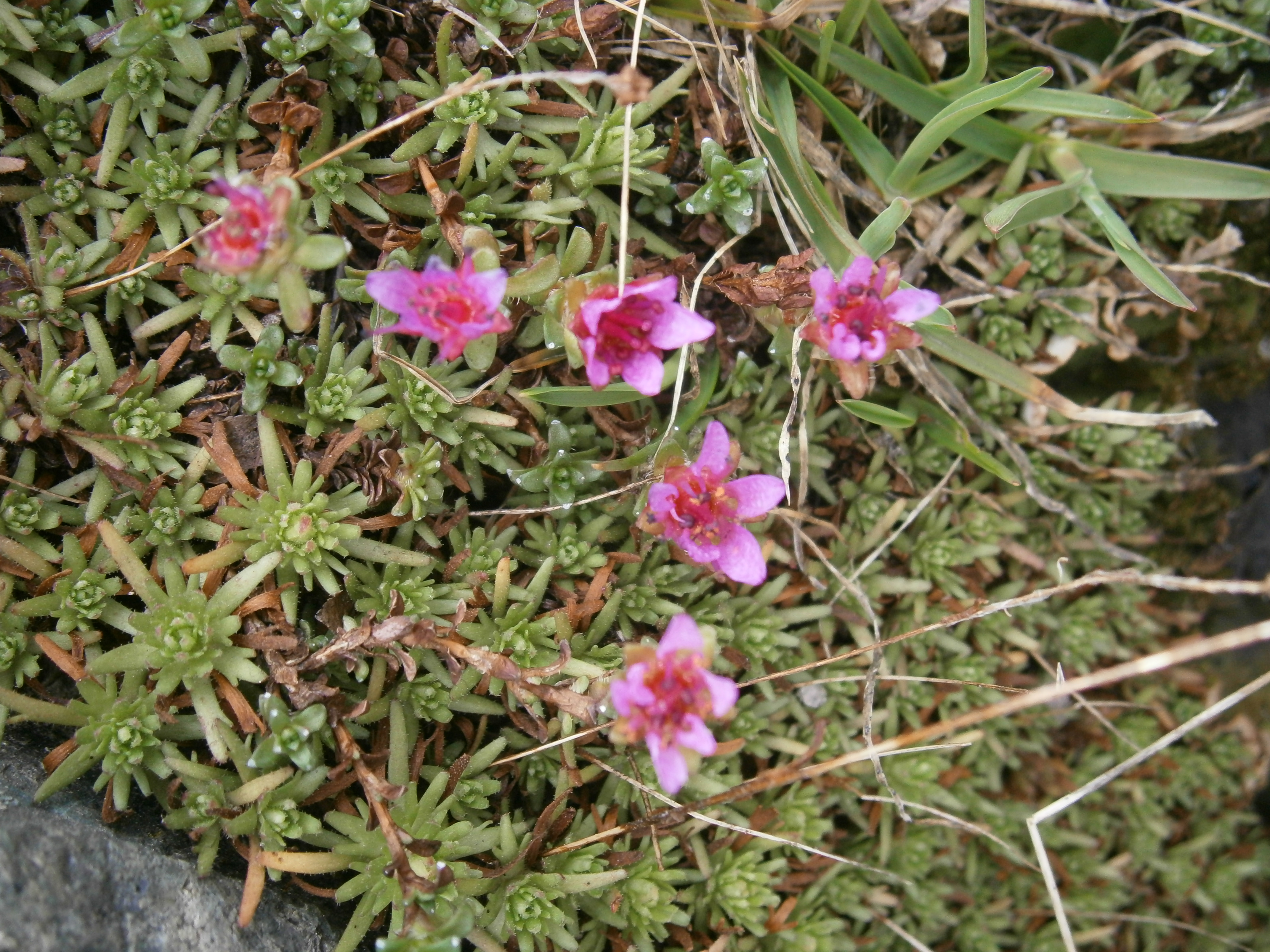
S. retusa subsp. angustana (Queyras).